# Хиросэ, Дзюнко
Дзюнко Хиросэ (яп. 廣瀬順子; род. 12 октября 1990 года, Ямагути, Япония) — японская парадзюдоистка. Чемпионка летних Паралимпийских игр 2024 года в Париже. Бронзовая призёрка летних Паралимпийских игр 2016 года в Рио-де-Жанейро.

## Биография

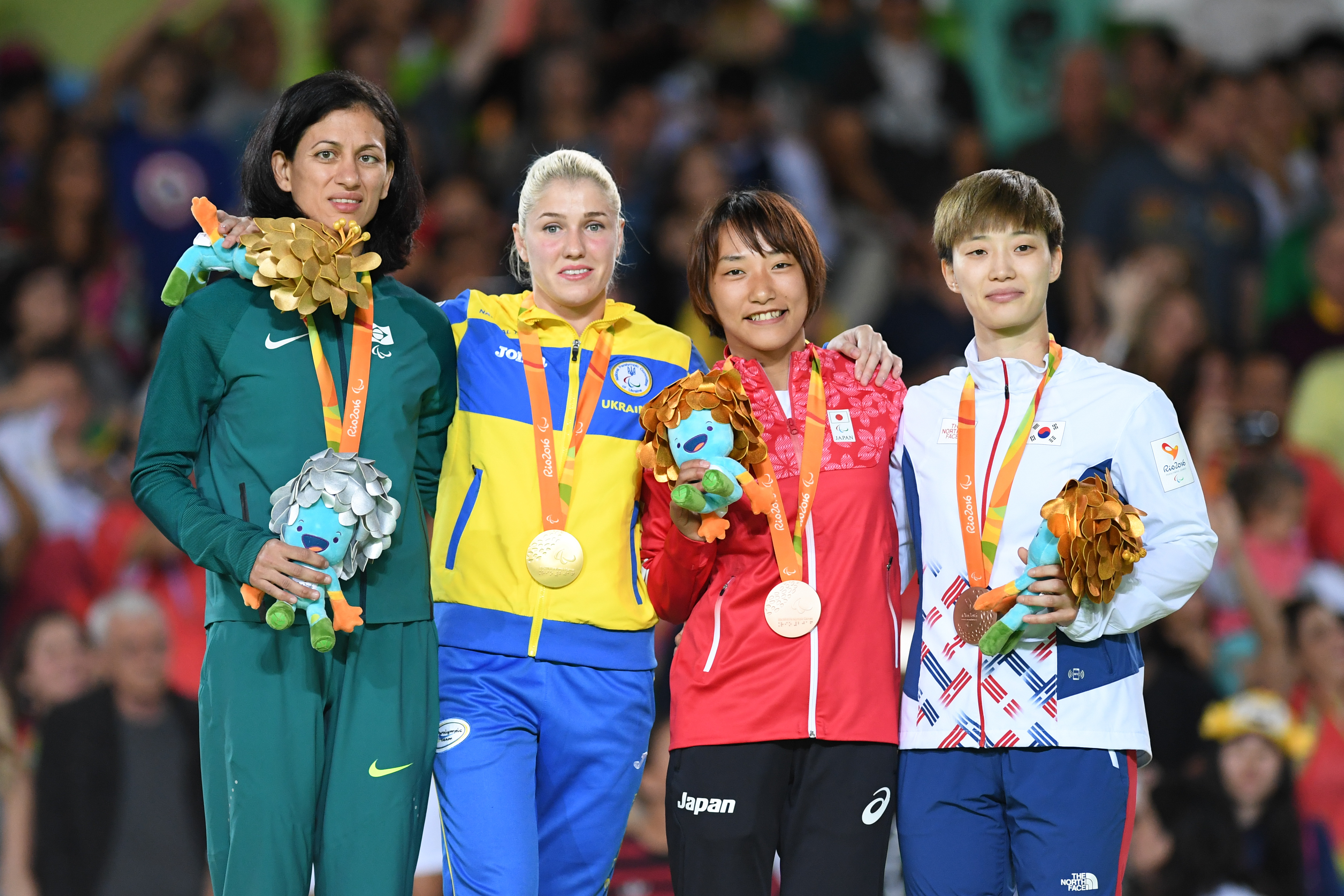
На церемонии награждения Паралимпиады-2016. Слева направо: Лусия Араужу (Бразилия), Инна Черняк (Украина), Дзюнко Хиросэ, Со Хана (Республика Корея).

В 2016 году завоевала «бронзу» летних Паралимпийских игр 2016 в Рио-де-Жанейро в весовой категории до 57 кг.
28 августа 2021 года приняла участие на летних Паралимпийских играх 2020 в Токио в весовой категории до 57 кг. Победила в 1/8 финала белоруску Елену Богданову, в четвертьфинале проиграла узбекской дзюдоистке Парвине Самандаровой. В утешительном финале победила аргентинку Лауру Гонсалес. В матче за третье место уступила турецкой спортсменке Зейнеп Челик.
6 сентября 2024 года приняла участие на летних Паралимпийских играх 2024 в Париже в весовой категории до 57 кг (класс J2) и завоевала золотую медаль. В четвертьфинале победила аргентинку Лауру Гонсалес, в полуфинале — казахстанку Даяну Федосову, в финале — узбекскую дзюдоистку Кумушхон Ходжаеву.

## Спортивные результаты
| Год  | Турнир                          | Место проведения | Категория    | Место |
| ---- | ------------------------------- | ---------------- | ------------ | ----- |
| 2014 | Чемпионат мира                  | Колорадо-Спрингс | до 57 кг     | 9     |
| 2016 | Летние Паралимпийские игры 2016 | Рио-де-Жанейро   | до 57 кг     | 3     |
| 2018 | Азиатские Параигры 2018         | Джакарта         | до 57 кг     | 3     |
| 2018 | Чемпионат мира                  | Одивелаш         | до 57 кг     | 2     |
| 2021 | Летние Паралимпийские игры 2020 | Токио            | до 57 кг     | 5     |
| 2022 | Чемпионат мира                  | Баку             | до 57 кг, J2 | 3     |
| 2023 | Азиатские Параигры 2022         | Ханчжоу          | до 57 кг, J2 | 1     |
| 2024 | Летние Паралимпийские игры 2024 | Париж            | до 57 кг, J2 | 1     |
| 2025 | Чемпионат мира                  | Астана           | до 60 кг, J2 | 3     |